# Compsognathidae
Los compsognátidos (Compsognathidae) son una familia de dinosaurios terópodos celurosaurianos, que vivieron desde el Jurásico superior hasta el Cretácico inferior (hace aproximadamente 152 y 125 millones de años, desde el Kimmeridgiense hasta el Barremiense), en lo que hoy es Europa, Asia, Brasil y probablemente Argentina.
Los compsognátidos presentaban un cráneo largo y angosto, dientes pequeños y puntiagudos, un cuello curvado y garras con 3 dedos en las manos. La ubicación de Compsognathidae dentro de Coelurosauria es dudosa; algunos consideran a la familia como la más basal de los celurosaurianos, mientras otros como pertenecientes a Maniraptora.
Un estudio publicado en 2024 sugiere que esta familia de dinosaurios no existe como tal, sino que representa un artefacto taxonómico: todas las especies corresponderían a juveniles de Tetanurae.

## Clasificación
Compsognathidae se define como el clado más inclusivo que contiene al Compsognathus longipes (Wagner, 1859) pero no al Passer domesticus (Linneo, 1758).